# Montcuq
Montcuq är en kommun i departementet Lot i regionen Occitanien i södra Frankrike. Kommunen ligger i kantonen Montcuq som tillhör arrondissementet Cahors. År 2018 hade Montcuq 1 220 invånare.

## Befolkningsutveckling
Antalet invånare i kommunen Montcuq
| Referens: INSEE |